# Рейовець
Рейо́вець (або Райовець, Рійовець, пол. Rejowiec) — місто в східній Польщі, у Холмському повіті Люблінського воєводства. Центр місько-сільської гміни ґміни Рейовець.

## Історія

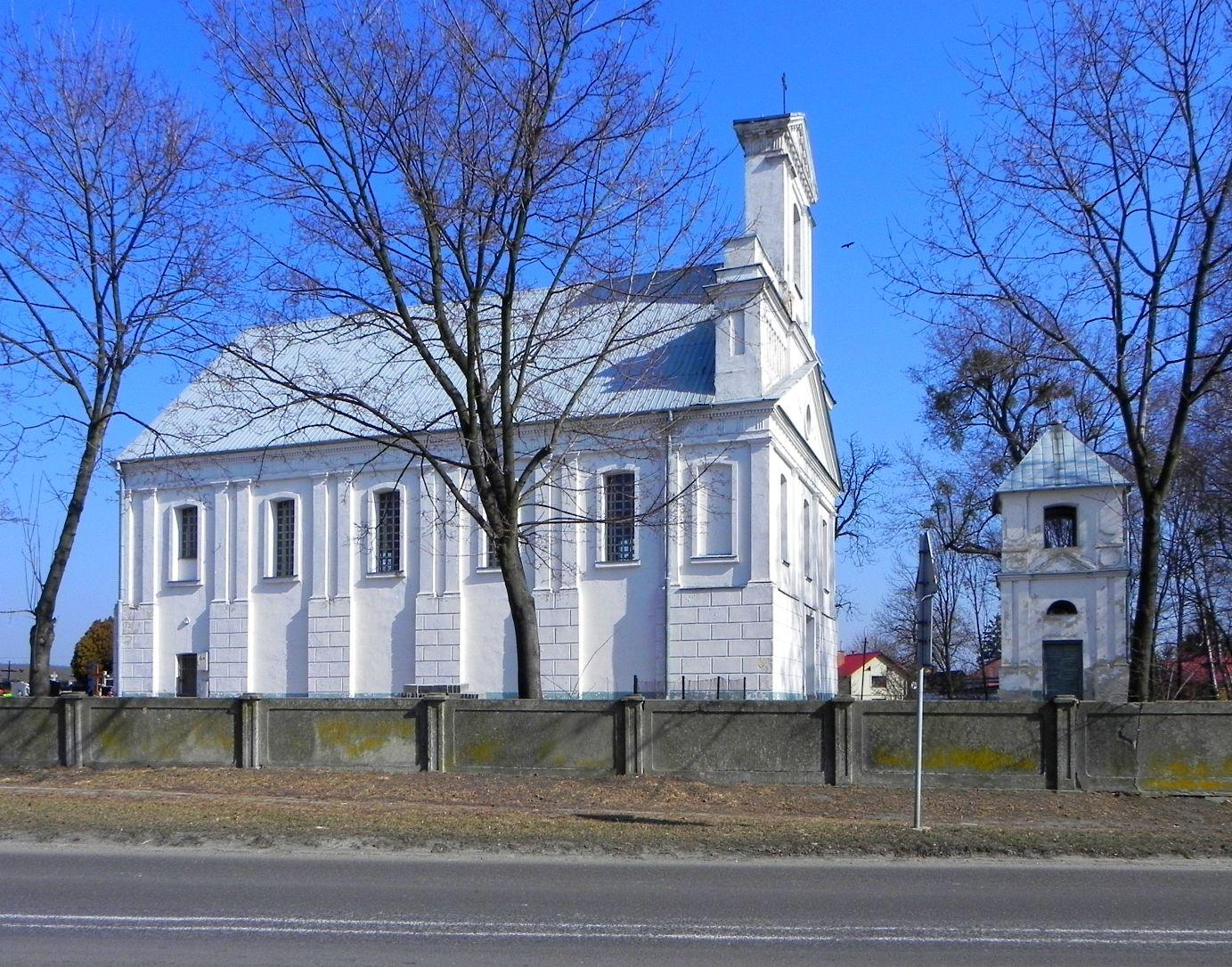
Колишня греко-католицька церква святого Архангела Михаїла, нині римо-католицька цвинтарна каплиця

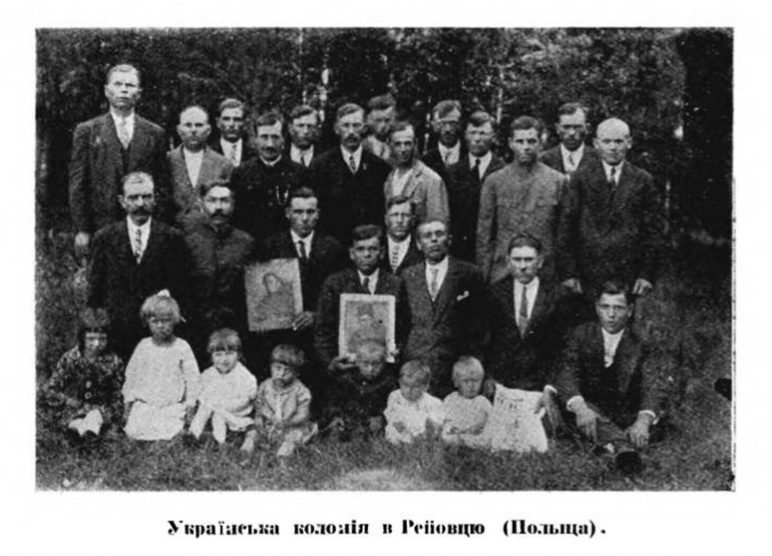
Українці наддніпрянці, колишні вояки Армію УНР у Рейовцю, з портретами Шевченка і Петлюри. 1930 рік.

Села, що поклали основу Рійовцю, перейшли близько 1542 року у власність до письменника Миколая Рея. 1547 року він отримав від короля Сигізмунда I Старого право власності і право вживання назви — Рейовець. Тож місто було назване на честь засновника. Рейовець тоді ж отримав міські права та право проводити 2 ярмарки.
13 січня 1870 року Рейовець втратив міські права і став центром гміни Рейовець.
1872 року місцева греко-католицька парафія налічувала 940 вірян.
У міжвоєнні 1920-і роки у місті містився табір інтернованих воїнів армії УНР.
До 1 січня 2006 року входив до складу Красноставського повіту, опісля — до Холмського повіту. 2016 року у Рейовці проходили обговорення щодо відновлення статусу міста, під час яких більшість мешканців висловились за надання статусу міста. 1 січня 2017 року Рейовецю повернуто статус міста. Він став одним з 4 міст Польщі, яким 2017 року було надано або відновлено міський статус.

## Населення
У 1943 році в селі проживало 303 українці, 1498 поляків і 335 євреїв.

## Визначні місця
- Палац Оссолінських
- Костел Св. Архистратига Михаїла
- Костел Св. Йосафата Кунцевича

## Віра
1619 року вперше згадується православний священник з Рейовця. 1919 року місцева православна церква була примусово переведена на римо-католицизм. У 1939—1944 роках відновлена місцева православна парафія.

## Особистості

### Народилися
- Володимир Островський (1881—1950) — український письменник, редактор, видавець.